# Die heimliche Gräfin
Die heimliche Gräfin ist ein deutscher Spielfilm des Regisseurs Géza von Bolváry aus dem Jahr 1942 in Schwarzweiß. Das Drehbuch verfasste Géza von Cziffra. Als Vorlage diente ihm der gleichnamige Roman von Hugo Maria Kritz. Seine Premiere hatte der Film am 27. August 1942.

## Inhalt
Wien zur Zeit der Wende vom 19. zum 20. Jahrhundert. Die junge elternlose Gräfin Antschi Dorival, die auf dem Gut ihres Onkels in Böhmen lebt, tritt mit ihrer Gesellschaftsdame eine Reise nach Wien an. Im Eisenbahnzug stellt sie sie vor vollendete Tatsachen: Die Gräfin will – entgegen dem Wunsch ihres Onkels – Schauspielerin werden und wird in Brünn in einem Theater auftreten. Ihre Gesellschafterin soll sich in Wien als Gräfin Dorival ausgeben. Und so spinnen  die zwei ein feines Netz der Verschwörung, das aber doch nicht fein genug ist, um Martina Lehnhoff in Wien vor den allerunangenehmsten Überraschungen, Peinlichkeiten und Gefährdungen zu bewahren. Denn eben dort gab es einmal eine adelige Lebedame namens Sonja Lubomirska, die ihr zum Verwechseln ähnlich sieht. Die Lubomirska war aber nicht nur die Geliebte des verheirateten Erzherzogs, sondern auch eine Diebin, die unter seinem Dach ein wertvolles Collier mitgehen ließ. So nimmt denn das Verhängnis seinen Lauf. Erst das Eingreifen des in Martina verliebten Gutsbesitzers Hohenwardt wendet alles zum Guten: Das Collier wird wiederbeschafft, Martina findet einen Mann fürs Leben, die intrigante Exzellenz Kubasta, seines Zeichens Polizeiminister mit dem heißen Wunsch, statt des Erzherzogs Statthalter in Böhmen zu werden, wird seines Amtes enthoben.

## Kritik
Das Lexikon des Internationalen Films zog folgendes Fazit: „Amüsante Belanglosigkeit mit Wiener Flair und charmanten Darstellern.“
Der Evangelische Filmbeobachter urteilt: „Ein operettenhaftes […] Lustspiel um die Verwechslung einer Gesellschafterin mit einer Gräfin […]. Es stammt aus der Zeit (1942), als Unterhaltungsfilme noch eine beispielhafte handwerkliche Qualität aufwiesen. Für Erwachsene eine muntere Geschichte.“